# 11-я церемония «Грэмми»
11-я церемония вручения премий «Грэмми» состоялась 12 марта 1969 года в городах Чикаго, Лос-Анджелес, Нэшвилл и Нью-Йорк.

## Основная категория
- Запись года
  - Пол Саймон и Roy Halee (продюсеры) & Simon & Garfunkel за запись «Mrs. Robinson»

- Альбом года
  - Al De Lory (продюсер) & Глен Кэмпбелл за альбом «By The Time I Get To Phoenix»

- Песня года
  - Bobby Russell (автор) за песню «Little Green Apples» в исполнении Roger Miller / O.C. Smith

- Лучший новый исполнитель
  - Хосе Фелисиано

## Кантри
- Лучшее женское кантри-исполнение
  - Jeannie C. Riley — Harper Valley P.T.A.
- Лучшее мужское кантри-исполнение
  - Джонни Кэш — Folsom Prison Blues
- Лучшее вокальное кантри-исполнение дуэтом или группой
  - Flatt & Scruggs — Foggy Mountain Breakdown
- Лучшая кантри-песня
  - Bobby Russell (автор) — Little Green Apples в исполнении Roger Miller / O.C. Smith

## Классическая музыка
- Best Performance — Instrumental Soloist or Soloists (with or without orchestra)
  - Владимир Горовиц — Horowitz on Television (Шопен, Скрябин, Скарлатти, Горовиц)

## Поп-музыка
- Лучшее женское вокальное поп-исполнение
  - Дайон Уорвик — «Do You Know the Way to San Jose?»
- Лучшее мужское вокальное поп-исполнение
  - Хосе Фелисиано — «Light My Fire»
- Лучшее вокальное поп-исполнение дуэтом или группой
  - Simon & Garfunkel — «Mrs. Robinson»
- Лучшее современное поп-исполнение хором
  - Alan Copeland (дирижёр хора) — «Mission Impossible/Norwegian Wood Medley» performed by the Alan Copeland Singers
- Лучшее инструментальное поп-исполнение
  - Мэйсон Уильямс[англ.] — «Classical Gas[англ.]»

## R&B
- Best R&B Performance, Female
  - Арета Франклин — «Chain of Fools»
- Best R&B Vocal Performance, Male
  - Отис Рэддинг — «(Sittin' On) The Dock of the Bay» (посмертно)
- Best Rhythm & Blues Performance by a Duo or Group, Vocal or Instrumental
  - The Temptations — «Cloud Nine»
- Best Rhythm & Blues Song
  - Отис Рэддинг & Стив Кроппер (авторы) — «(Sittin' On) The Dock of the Bay» в исполнении Отиса Рэддинга